# Bolívia a 2011-es úszó-világbajnokságon
Bolívia a 2011-es úszó-világbajnokságon három úszóval vett részt.

## Úszás
Férfi
| Versenyző         | Esemény                      | Selejtező | Selejtező | Elődöntő          | Elődöntő          | Döntő             | Döntő             |
| Versenyző         | Esemény                      | Idő       | Helyezés  | Idő               | Helyezés          | Idő               | Helyezés          |
| ----------------- | ---------------------------- | --------- | --------- | ----------------- | ----------------- | ----------------- | ----------------- |
| Andrew Rutherfurd | Férfi 100 méteres gyorsúszás | 53.57     | 67        | Nem jutott tovább | Nem jutott tovább | Nem jutott tovább | Nem jutott tovább |
| Andrew Rutherfurd | Férfi 200 méteres mellúszás  | 2:30.78   | 53        | Nem jutott tovább | Nem jutott tovább | Nem jutott tovább | Nem jutott tovább |
| Tarco Liobet      | Férfi 100 méteres mellúszás  | 1:09.80   | 74        | Nem jutott tovább | Nem jutott tovább | Nem jutott tovább | Nem jutott tovább |
| Tarco Liobet      | Férfi 200 méteres mellúszás  | 2:30.98   | 54        | Nem jutott tovább | Nem jutott tovább | Nem jutott tovább | Nem jutott tovább |

Női
| Versenyző    | Esemény                    | Selejtező | Selejtező | Elődöntő          | Elődöntő          | Döntő             | Döntő             |
| Versenyző    | Esemény                    | Idő       | Helyezés  | Idő               | Helyezés          | Idő               | Helyezés          |
| ------------ | -------------------------- | --------- | --------- | ----------------- | ----------------- | ----------------- | ----------------- |
| Karen Torrez | Női 50 méteres gyorsúszás  | 27.08     | 39        | Nem jutott tovább | Nem jutott tovább | Nem jutott tovább | Nem jutott tovább |
| Karen Torrez | Női 100 méteres gyorsúszás | 58.05     | 45        | Nem jutott tovább | Nem jutott tovább | Nem jutott tovább | Nem jutott tovább |